# Kwazoeloe
Kwazoeloe of KwaZulu is een voormalig thuisland in het oosten van Zuid-Afrika, ten zuiden van Swaziland en ten oosten van Lesotho. Kwazoeloe bestond uit een groot aantal enclaves in de voormalige Zuid-Afrikaanse provincie Natal. De hoofdstad was Ulundi. Kwazoeloe was het thuisland van de Zoeloes.
Kwazoeloe kreeg "zelfbestuur" op 1 februari 1977. Op 27 april 1994 werd het, samen met de negen andere thuislanden, herenigd met Zuid-Afrika. De naam leeft voort in die van de huidige Zuid-Afrikaanse provincie KwaZoeloe-Natal.